# Between Here & Lost
Between Here & Lost —en español: Entre aquí y perdido— es el primer álbum de la banda de metal cristiano Love and Death. Fue lanzado 22 de enero de 2013 a través de Tooth & Nail Records.
Between Here & Lost es el único álbum con el bajista Michael Valentine antes de que dejara la banda a principios de 2016.

## Antecedentes
Un álbum fue anunciado para ser en curso con el cambio de marca anuncio oficial del proyecto en solitario de Welch en febrero de 2012. El lanzamiento del álbum fue precedido por el EP Chemicals, que contó con tres canciones del próximo álbum, así como dos remixes. La banda continuó grabando y de gira a lo largo de 2012, y en septiembre se anunció la fecha de lanzamiento para el álbum sea el 20 de noviembre. Poco antes del anuncio la fecha de lanzamiento, Welch dijo que la banda acababa de firmar un acuerdo con Tooth & Nail Registros y EMI para lanzar el álbum. Poco antes de la fecha de lanzamiento, la etiqueta empujó la liberación de nuevo a 22 de enero de 2013.

## Letra
Según Welch, "este disco fue dado a luz en los ensayos, tribulaciones, dolor, el sufrimiento, la ansiedad, la depresión, y el drama. Sin embargo, llegamos a la cima y el resultado final es un registro muy real, crudo y honesto." La banda también reveló que estarían de gira en 2013 para apoyar el álbum. Una edición ampliada saldrá a la venta el 17 de septiembre de 2013 y contará con tres bonus tracks.

## Lista de canciones
Toda la música compuesta por Brian "Head" Welch and Love and Death (except where noted). 
| N.º | Título                                          | Música                                       | Duración |  |
| 1.  | «The Abandoning»                                |                                              | 3:26     |  |
| 2.  | «Whip It» (Devo cover)                          | Casele, Mothersbaugh                         | 3:08     |  |
| 3.  | «Watching the Bottom Fall»                      |                                              | 3:37     |  |
| 4.  | «By the Way...»                                 |                                              | 3:50     |  |
| 5.  | «Meltdown»                                      |                                              | 4:06     |  |
| 6.  | «My Disaster»                                   |                                              | 4:12     |  |
| 7.  | «I W8 4 U» (con Mattie Montgomery de For Today) |                                              | 4:31     |  |
| 8.  | «Fading Away»                                   |                                              | 3:40     |  |
| 9.  | «Paralyzed»                                     | Welch, Jasen Rauch                           | 3:42     |  |
| 10. | «Chemicals»                                     | Welch, Rauch, Mark Holman, Michael Valentine | 3:55     |  |
| 11. | «Bruises»                                       |                                              | 4:22     |  |

Bonus Tracks
| Expanded Edition bonus tracks |                                |          |  |
| N.º                           | Título                         | Duración |  |
| 12.                           | «Empty»                        | 5:50     |  |
| 13.                           | «The Abandoning (Rauch Remix)» | 4:18     |  |
| 14.                           | «Meltdown (Rauch Remix)»       | 3:27     |  |

## Puesto
| "Chemicals"                                                                       | 2012 | 6 | 4  |
| "The Abandoning"                                                                  | 2012 | — | 6  |
| "Meltdown"                                                                        | 2013 | — | 14 |
| "—" denotes a recording that did not chart or was not released in that territory. |      |   |    |

## Personal
- Brian "Head" Welch – Guitarra, Vocalista principal.
- Michael Valentine – bajo, coros.
- JR Bareis – Guitarra líder, coros.
- Dan Johnson – batería.